# Дерево познания добра и зла

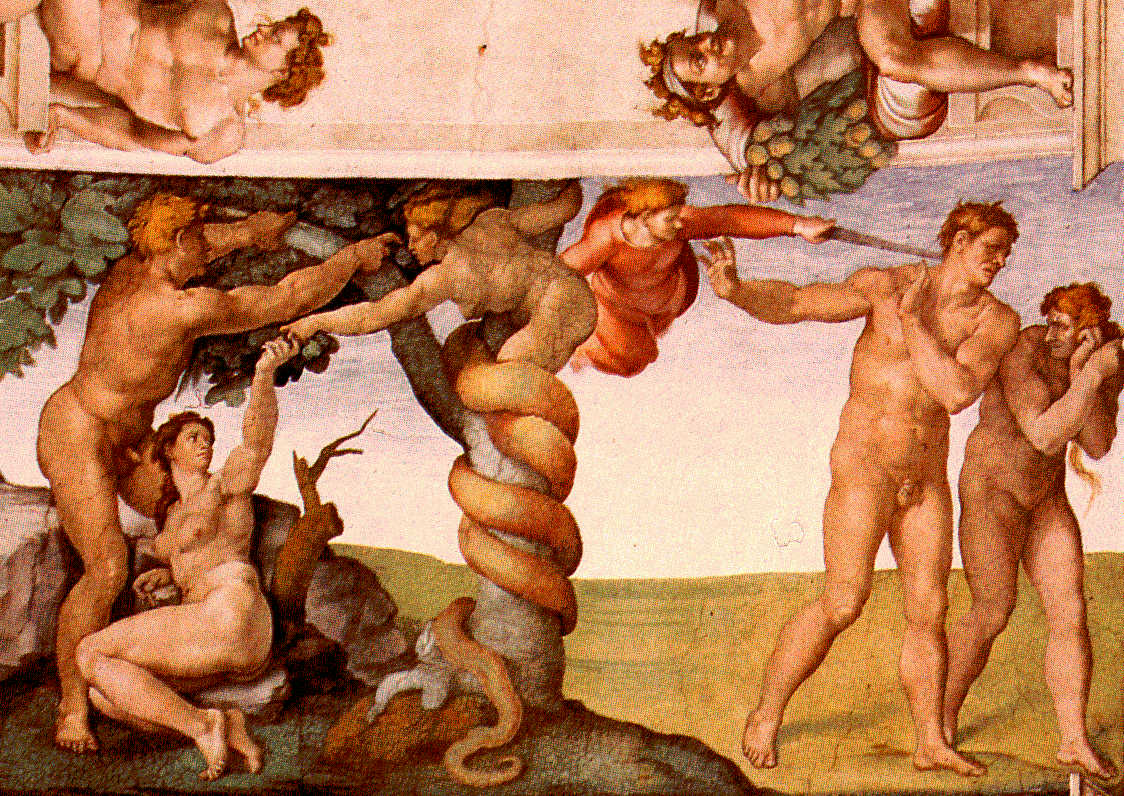
Микеланджело. Фрагмент росписи Сикстинской капеллы, 1508—1512 гг.

Де́рево позна́ния добра́ и зла (ивр. עֵץ הַדַּעַת טוֹב וָרָע‎, Эц ха-Да’ат Тов ва Ра) — согласно библейской книге Бытия, особое дерево, посаженное Богом наряду с Деревом жизни посреди Эдемского сада.

## В Библии

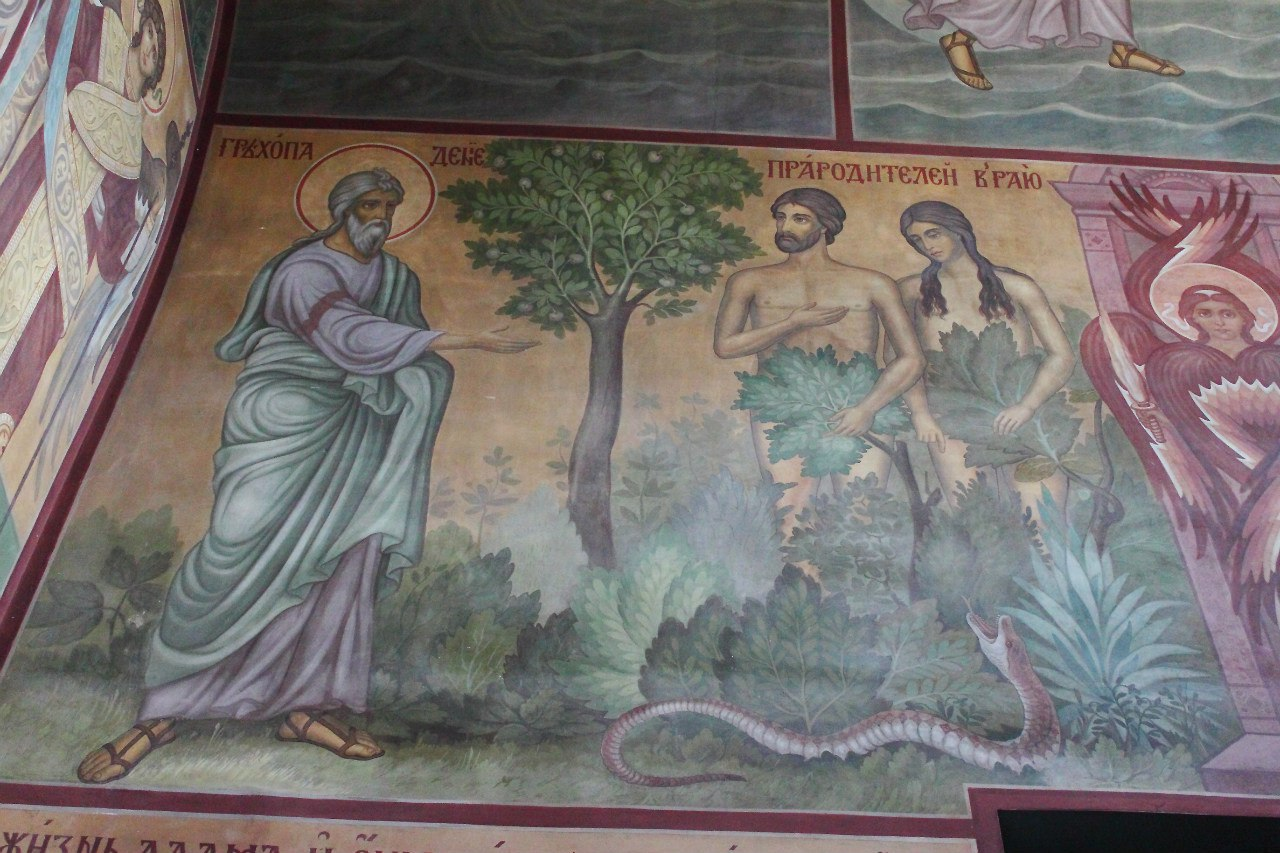
Дерево познания добра и зла. Фреска собора Святой Софии в Великом Новгороде

Книга Бытия сообщает о Дереве познания:

И произрастил Господь Бог из земли всякое дерево, приятное на вид и хорошее для пищи, и дерево жизни посреди рая, и дерево познания добра и зла.
— Быт. 2:9

### Грехопадение
Дерево познания становится центром сюжета грехопадения, описанного в 3 главе Книги Бытия. Первый человек Адам был предупреждён, что вкушение плодов с Дерева познания добра и зла ведёт к смерти:

От дерева познания добра и зла, не ешь от него; ибо в день, в который ты вкусишь от него, смертию умрешь
— Быт. 2:17
Сотворённая из ребра Адама Ева (Быт. 2:22) в результате диалога со змеем вкусила запретный плод от Дерева познания добра и зла и дала есть Адаму. Последствиями нарушения запрета и отказа от предложенного покаяния стали повреждённость мироздания (природы) и человека, изгнание из рая, утрата доступа к Дереву жизни и смерть.

## Толкование в иудаизме
Согласно Книге Зогар, Дерево познания добра и зла и Дерево жизни пребывали вместе в совершенной гармонии до тех пор, пока не пришёл Адам и не разделил их, положив начало злу, что содержалось внутри Дерева познания добра и зла.
Мидраш Берешит Рабба приводит версии о дереве и его плодах. Рабби Меир сказал: Это была пшеница. Репа (лефет) — два ученых рабби Ханина бен Исаак и рабби Самуэль бен Амми. Рабби Иуда, сын рабби Илая, сказал: «Это был виноград, ибо сказано: „Их гроздья — гроздья желчи, у них горькие гроздья“ (Втор. 32:32)): эти гроздья принесли горечь [то есть печаль] в мир».
Рабби Абба из Акко сказал: «Это был этрог (цитрон), как написано: „И когда женщина увидела, что дерево хорошо для пищи“ (Быт. 3:6): иди и смотри, у какого дерева древесина съедобна, как и плод, и ничего не найдёшь, кроме этрога».
Рабби Хосе сказал: "Это были фиги: «Это можно сравнить с царским принцем, который согрешил с рабыней, и царь, узнав об этом, изгнал его из двора. Он ходил от двери к двери рабов, но они не принимали его; но согрешившая с ним отворила дверь свою и приняла его. Итак, когда Адам вкусил от того дерева, Он изгнал его и выбросил из Эдемского сада; и он обратился ко всем деревьям, но они не приняли его. Что они сказали ему?» Сказал рабби Берекия: «Вот обманщик, который обманул своего Творца, обманул своего Учителя, как написано: „Да не наступит на меня нога гордыни“ (Пс. 35:12) — нога, что поднялась на Творца своего „и рука грешника да не изгонит меня“ (Пс. 35:12) — не возьмёт от меня листа. Однако так как он поел плодов от смоковницы, то она открыла двери свои и приняла его — как написано: „и сшили смоковные листья“» (Быт. 3:7).
Рабби Азария, рабби Иуда сын рабби Саймона, от имени рабби Иошуа бен Леви говорят: «Не дай Бог, чтобы мы предположили, что это было за дерево. Святой, благословен Он, не открыл и не откроет человеку, что это было за дерево».

## Толкование в христианстве
Преподобный Ефрем Сирин и святитель Григорий Богослов считали, что запрет вкушения от дерева познания добра и зла был временным. Ефрем Сирин писал: «Если бы змий не вовлёк их в преступление, то они вкусили бы плодов древа жизни, и древо познания добра и зла тогда не стало бы для них запретным, ибо от одного из этих древ приобрели бы они непогрешительное ведение, а от другого прияли бы вечную жизнь и в человечестве стали бы богоподобными». Григорий Богослов писал, что дерево познания «было хорошо для употребляющих благовременно, но не хорошо для простых ещё и для неумеренных в своём желании». Он считал, что деревом познания было созерцание.
Преподобный Максим Исповедник называл дерево познания, плоды которого Бог запретил вкушать человеку, «чувством тела, в котором, как это очевидно, и происходит движение неразумия».
Святитель Филарет (Дроздов) считал, что дерево познания добра и зла называется так, потому что человек через это дерево познал на опыте, какое добро заключается в послушании воле Божией и какое зло в противлении ей.
В западной христианской традиции на основании схожести латинских слов «malum» («зло») и «mālum» («яблоко») Дерево познания изображается яблоней, что имеет аналогию в греческой мифологии — эпос о яблоке раздора.

## Дерево в апокрифах

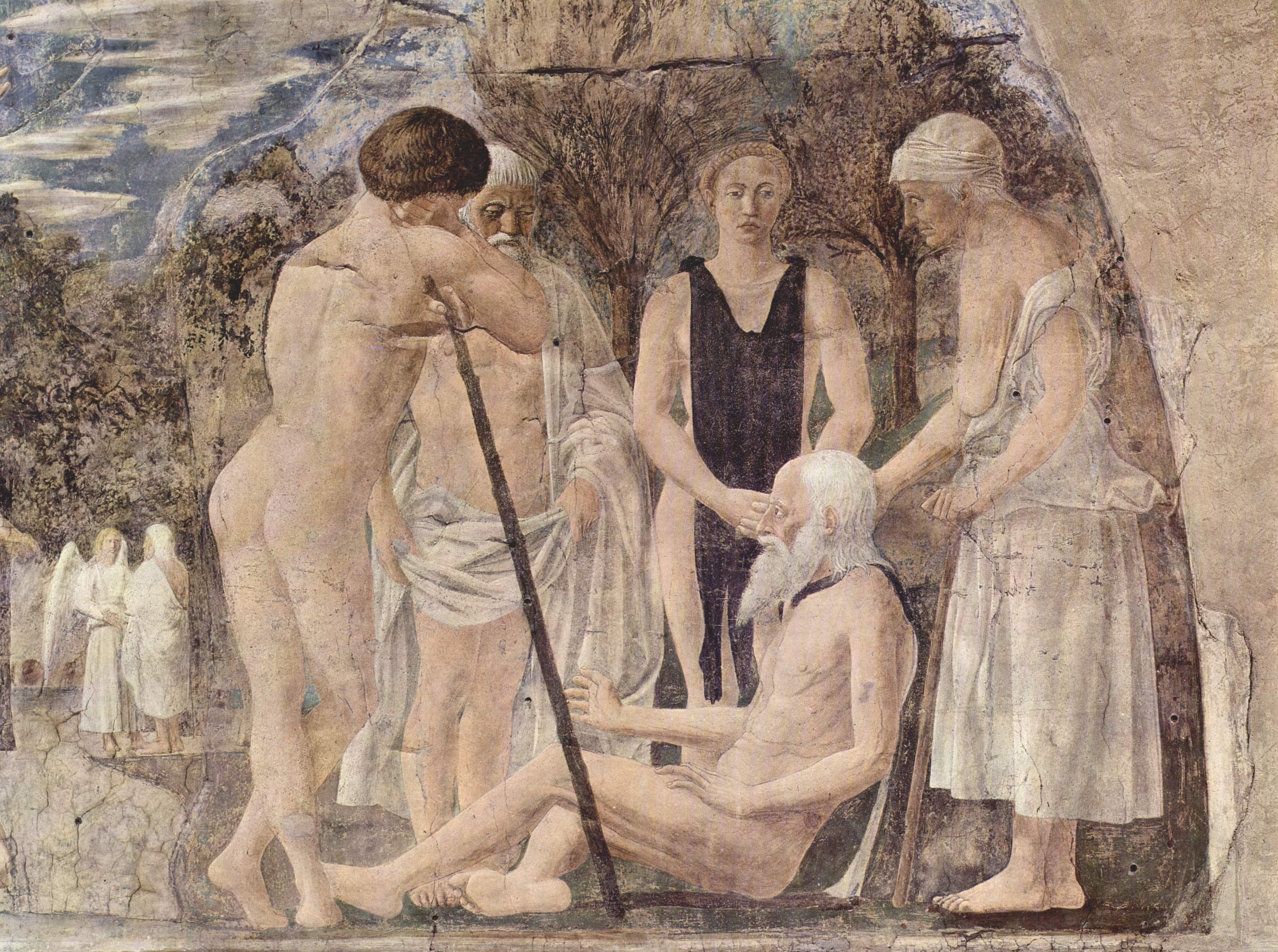
«Смерть Адама» (на заднем плане Сиф получает от ангела райскую ветвь), Пьеро делла Франческа, Базилика Сан-Франческо в Ареццо

Дерево познания добра и зла упоминается в Первой книге Еноха как дерево мудрости, доставляющее великую мудрость тем, которые вкушают от него.
Согласно апокрифу «Слово о Крестном древе» (приблизительно XII век), дерево познания добра и зла выросло в три ствола: «один ствол — Адам, 2-й ствол — Ева, 3-й ствол, средний, — сам Господь». Когда согрешили Адам и Ева, часть Адамова упала в реку Тигр и вынесла её река из рая. Когда наступил потоп, то понесла её вода, а когда она иссякла, то дерево выросло при реке Мерре. Евина часть упала в раю. Когда Адам умирал, архангел отломил ветви от Господней части дерева познания добра и зла и дал их сыну Сифу. Адам сделал из них венок, в котором его похоронили. На том месте из этого венка выросло дерево. Впоследствии на этом дереве распяли Иисуса Христа.
В Золотой легенде Иакова Ворагинского (XIII век) в рассказе «Об Обретении Святого Креста» сообщается, что в одном греческом апокрифе говорится, что ангел передал Сифу ветвь от дерева познания добра и зла и сказал, что отец его исцелится, после того как ветвь принесет плоды. Вернувшись, Сиф нашёл отца уже умершим и посадил ту ветвь на его могиле. Ветвь разрослась и превратилась в великое дерево, которое продолжало стоять и во времена Соломона. Из него был сделал крест Христов.

## Толкование библейских критиков
Идея древа познания, в которую полнее всего вылилось вековечное стремление человечества из слепого раба бессознательных стихий сделаться их господином исключительно силою своего «познания», принадлежит всецело евреям. Ввиду того, что библейский рассказ о райских деревьях резко отличается от всех других аналогичных повествований, библейские критики Будде и Гункель полагали, что в первоначальном рассказе Быт. 2—3 фигурировало только одно дерево, а именно древо жизни, так как первоначальный автор этого рассказа ни в коем случае не мог бы допустить, чтобы первому человеку было разрешено пользоваться плодами от древа жизни наравне с плодами других деревьев.